# Puéchoursi
Puéchoursi település Franciaországban, Tarn megyében. Lakosainak száma 109 fő (2022. január 1.). Puéchoursi Nogaret, Saint-Julia, Aguts, Montgey és Mouzens községekkel határos.

## Népesség
A település népességének változása:
| Lakosok száma | 90   | 93   | 97   | 99   | 99   | 101  | 100  | 104  | 109  |
|               | 2013 | 2015 | 2016 | 2017 | 2018 | 2019 | 2020 | 2021 | 2022 |